# گرت کلیتون
گرت کلیتون (انگلیسی: Garrett Clayton؛ زادهٔ ۱۹ مارس ۱۹۹۱) یک بازیگر و موسیقی‌دان اهل ایالات متحده آمریکا است.

## فیلمها
- فیلم ساحل جوان
- ساحل جوان ۲
- ویرجینیا (فیلم ۲۰۱۰)
- پرورشگاهی ها
- روزهای زندگی ما
- بین جهان‌ها